# Joel Johansson (friidrottare)
Joel Johansson, född 11 juli 1972, är en svensk före detta friidrottare (hinderlöpare). Han tävlade för Malmö AI.

## Personliga rekord
| Utomhus - 800 meter – 1:51,79 (Karlskrona 30 juni 2002) - 1 000 meter – 2:30,90 (Växjö 5 juni 1999) - 1 500 meter – 3:46,78 (Olofström 1 juli 1998) - 3 000 meter – 8:29,64 (Lapinlahti, Finland 21 juni 1998) - 2 000 meter hinder – 5:54,61 (Göteborg 2 juli 2004) - 3 000 meter hinder – 8:38,12 (Helsingfors, Finland 29 augusti 1998) | Inomhus - 1 500 meter – 3:49,24 (Malmö 21 februari 1998) |